# Julian Anderson
Julian Anderson (Londen, 6 april 1967) is een Brits componist. Anderson verzon onder meer het GEs-motief.

## Biografie
Hij begon al met componeren op elfjarige leeftijd. Aan het Royal College of Music te Londen studeerde hij bij John Lambert; in Cambridge bij Alexander Goehr en in Parijs bij Tristan Murail. Daarnaast volgde hij allerlei cursussen, onder andere bij Olivier Messiaen, Per Nørgård, Oliver Knussen en György Ligeti.
Ondanks dat hij nog vrij jong is heeft hij al een aardige prijzenkast vol voor zijn composities; onder andere de Royal Philharmonic Society's Young Composer Prize in 1993. 
Hij was ook al een veelgevraagd componist: van 1997 tot 2000 was hij verbonden aan Sinfonia 21, sinds 2001 aan het City of Birmingham Symphony Orchestra, en later ook aan het Cleveland Orchestra en Philharmonia Orchestra.
Naast zijn componeren is Anderson ook betrokken bij diverse muziekinstanties, zoals het eerdergenoemde Royal College of Music (hoofd compositie) van 2000-2005. Nadien werd hij professor voor compositieleer aan de Harvard University.
Hij publiceert over de gehele wereld ook artikelen over hedendaagse muziek.
Zijn stijl van componeren is terug te voeren op een combinatie van de klassieken en de modernen, gemengd met volksmuziekinvloeden uit Oost-Europa en India.

## Oeuvre (selectie)
- 1990: Diptych;
- 1994: Khovorod;
- 1997: The crazed moon;
- 1997: Poetry nearing silence;
- 1998: Stations of the Sun;
- 2000: Alhambra fantasy;
- 2001/2002: Imagined corners;
- 2002/2003: Four American choruses;
- 2003: Symfonie
- 2004: Book of Hours
- 2005: Eden.

## Bespreking composities
Besproken composities in categorie: compositie van Julian Anderson